# Albéric Bourgeois
Albéric Bourgeois est un caricaturiste, illustrateur ainsi qu'un scénariste et dessinateur québécois de bande dessinée né le 29 novembre 1876 à Montréal au Québec et décédé le 17 novembre 1962 à l'âge de 86 ans.
Il est l'un des pionniers de la bande dessinée québécoise et de la caricature au Québec. Albéric Bourgeois est également le premier à réaliser en 1904 pour le journal québécois La Patrie une bande dessinée avec des phylactères en français, soit vingt ans avant le premier européen francophone.
Albéric Bourgeois est également renommé pour ses caricatures éditoriales dans le quotidien montréalais La Presse de 1905 à 1954.

## Biographie

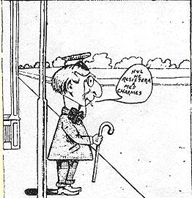
Les Aventures de Timothée, extrait (La Patrie, 30 janvier 1904).

Albéric Bourgeois est le fils de Pierre-Lévis Bourgeois, typographe de métier. Il étudie en art au Conseil des arts et manufactures de Montréal ainsi qu'à l'école de l'Art Association of Montreal. En 1902, Bourgeois s'installe à Boston aux États-Unis pour peindre des décors destinés au Grand Opéra et travaille comme illustrateur pour le Boston Post, où il publie le comic strip The Education of Annie.
En 1903, Israël Tarte, directeur de La Patrie, le convainc de revenir à Montréal afin de créer dans son journal  une caricature quotidienne ainsi qu'une page de bandes dessinées les fins de semaine. Bourgeois crée ainsi la série Les Aventures de Timothée à partir du 30 janvier 1904 et y insère des phylactères, prenant exemple sur les comic strips américains. Selon le spécialiste et historien de la bande dessinée québécoise Michel Viau (1999), c'est la toute première fois que des phylactères sont publiés dans une bande dessinée en langue française, thèse confirmée par une autre historienne de la BDQ, Mira Falardeau (2000),. Bourgeois devance ainsi de plus de vingt ans Alain Saint-Ogan, le premier européen francophone à faire usage des phylactères dans ses bandes dessinées en 1925 pour la série Zig et Puce.

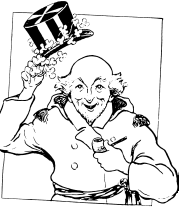
Baptiste, personnage principal de la série Les Aventures de Ladébauche

Albéric Bourgeois rejoint ensuite le quotidien La Presse en 1905, journal où il travaille jusqu'à sa retraite en 1954. Toutefois, son Thimotée continue d'exister dans La Patrie et sous sa direction mais dessiné cette fois par Théophile Busnel jusqu'en septembre 1908, et il fera de même avec La Famille Citrouillard jusqu'en 1906, en alternance cette fois avec René-Charles Béliveau (1872-?) : les deux dessinateurs, Busnel et Béliveau, mêleront même les deux univers à titre occasionnel.
Pendant les années 1905-1909, il crée plusieurs séries de bandes dessinées (Zidore, Toinon et Polyte, Les fables du Parc Lafontaine, Lili, Le Petit monde, Pitou et son grand-papa). En 1915, toujours dans La Presse, il crée L'Éducation de Pierrot (une reprises des gags de The Education of Annie), premier strip quotidien québécois, sous le pseudonyme de Max. Mais sa réalisation la plus connue est sans conteste Les Aventures de Ladébauche, d'après le personnage du Père Ladébauche créé par le caricaturiste Hector Berthelot, et adapté en bande dessinée  par Joseph Charlebois, dans La Presse de 1904 à 1905. Bourgeois raconte les exploits du Père Ladébauche sous la forme de BD, de caricatures, mais, surtout, de chroniques illustrées.
Dans les années 1920 et 1930, il participe à des spectacles de cabarets (Le Matou botté) et à des émissions de radio (Le tour du monde de Joson et Josette) avec les personnages qu'il a créé. Après avoir pris sa retraite, il est honoré dans son milieu et gagne des prix universitaires. Il meurt le 17 novembre 1962. Sa sépulture est située dans le Cimetière Notre-Dame-des-Neiges, à Montréal.
Le fonds d'archives d'Albéric Bourgeois est conservé au centre BAnQ Vieux-Montréal de Bibliothèque et Archives nationales du Québec.

## Œuvres

### Périodiques
Journaux

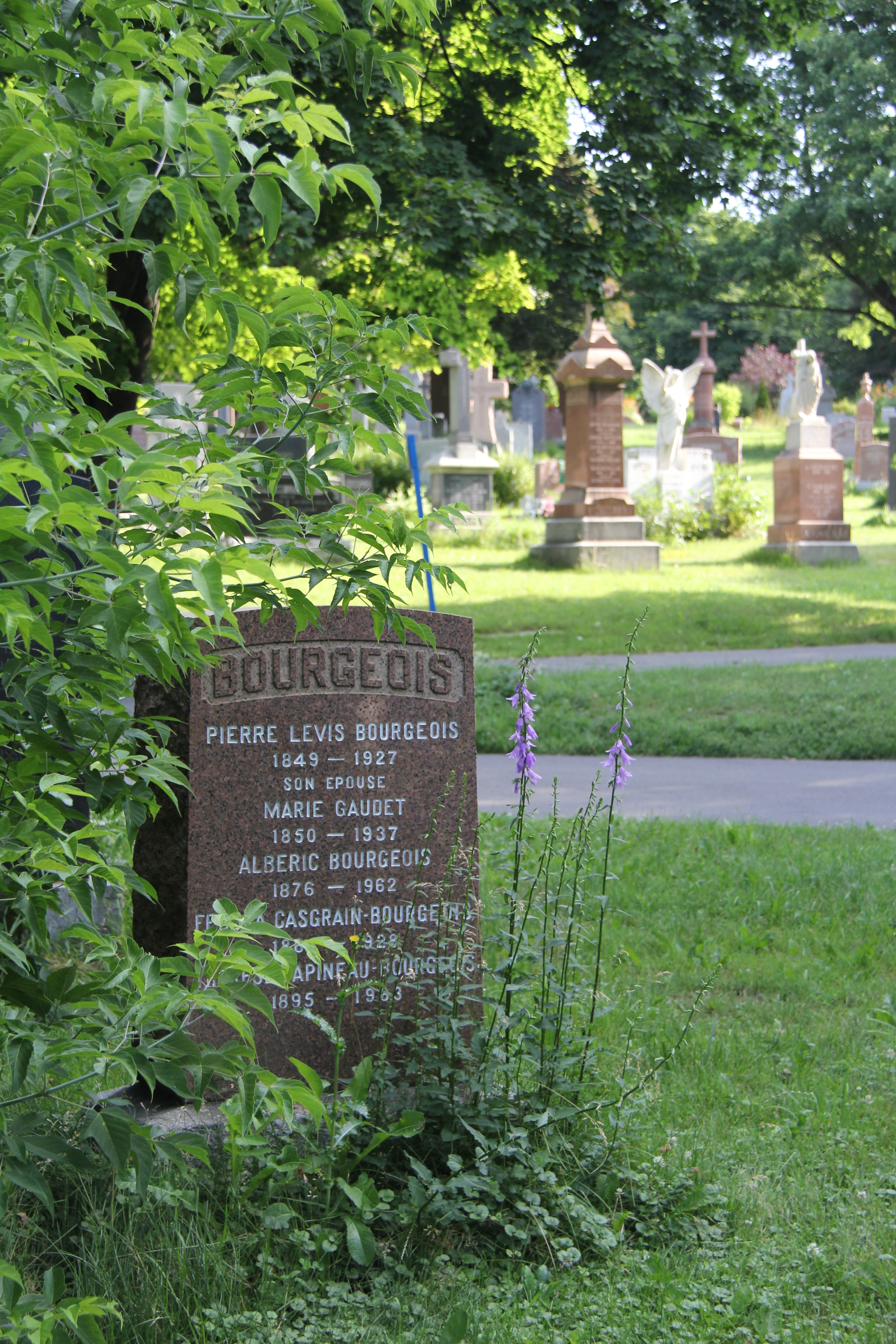
Pierre tombale, cimetière Notre-Dame-des-Neiges

- La Patrie, quotidien de Montréal, 1903-1905 ;
- La Presse, quotidien de Montréal, 1905-1954 ;
- Le Canard, hebdomadaire satirique de Montréal, 1908-1909 ;
- La Bombe, hebdomadaire satirique de Montréal, 1909.

### Livres
- Le Chantier de Québec, recueil de caricatures, 1924
- Nos immortels, par Germain Beaulieu. Caricatures de Albéric Bourgeois, Montréal, A. Lévesque, 1931, 156 p.
- Albéric Bourgeois, caricaturiste, de Léon-A. Robidoux, préfaces de Normand Hudon et de Robert LaPalme, 1978, VLB éditeur et Médiabec, Montréal (291 pages abondamment illustrées par les caricatures et quelques bandes dessinées de Bourgeois reprises des journaux de l'époque)
- Les voyages de Ladébauche autour du monde, textes et illustrations de Albéric Bourgeois, préface de Léon-A. Robidoux et de Victor-Lévy Beaulieu, 1979, VLB éditeur, Montréal
- Mémoires de l'homme le plus fort du monde, autobiographie de Louis Cyr, illustrations de Albéric Bourgeois, 1980, VLB éditeur, Montréal.